# McCartney III
McCartney III är ett musikalbum av Paul McCartney som utgavs i december 2020 på skivbolaget Capitol Records. Albumet bildar en trilogi med McCartneys första soloalbum McCartney från 1970 och McCartney II från 1980. Det skivorna har gemensamt är att de alla i princip är rena soloprojekt där McCartney spelar alla instrument själv. Albumet markerar också att det är femtio år sedan hans första soloalbum utgavs. Albumet spelades in under de första månaderna 2020 i Sussex där McCartney bor och där han isolerade sig under Coronapandemin. Skivans omslag designades av Ed Ruscha.
McCartney III fick ett övervägande positivt bemötande av musikkritiker och snittar på 82/100 på den sammanställande betygssidan Metacritic.

## Låtlista
(alla låtar komponerade av Paul McCartney)
1. "Long Tailed Winter Bird" - 5:16
2. "Find My Way" - 3:54
3. "Pretty Boys" - 3:00
4. "Women and Wives" - 2:52
5. "Lavatory Lil" - 2:22
6. "Deep Deep Feeling" - 8:25
7. "Slidin' " - 3:23
8. "The Kiss of Venus" - 3:06
9. "Seize the Day" - 3:20
10. "Deep Down" - 5:52
11. "Winter Bird / When Winter Comes" - 3:12